# Roma Musik
|  | Denne artikel er oprettet af botten PalnaBot ud fra en ekstern database. Den kan derfor have sproglige fejl eller mangler. Denne skabelon kan fjernes efter kontrol af indholdet. |

Roma Musik er en dansk dokumentarfilm fra 2000 skrevet og instrueret af Jacob Remin. Filmen blev oprindeligt udgivet under navnet Sigøjnermusik men blev efterfølgende omdøbt, da betegnelsen sigøjner i stigende omfang betragtes som nedsættende.

## Handling
En musikrejse gennem romaernes verden. Fra Indien til Ghettoen, fra lækre biler til flamenco. Klassisk dokumentar tilført anarki og lyriske efftekter.